# Georgisch-Armeens-katholieken
In Katholicisme in Georgië zijn gegevens te vinden betreffende Georgisch-Armeens-katholieke gelovigen in Georgië die niet tot een officieel erkende Kerk behoren. Zij gebruiken de Armeense ritus en de liturgische taal is het Georgisch.
In 1991 werd voor de katholieken van de Armeense ritus in Gjoemri, Armenië het "Ordinariaat voor Armeense katholieken in Oost-Europa" opgericht. Dit Ordinariaat is - naast Georgië - ook verantwoordelijk voor Rusland en Oekraïne. Het telt 220.000 gelovigen.